# Benito Elizalde
Benito Elizalde Etxezarreta (15 de octubre de 1961) es un deportista español que compitió en remo. Ganó tres medallas en el Campeonato Mundial de Remo entre los años 1983 y 1985.

## Palmarés internacional
| Campeonato Mundial | Campeonato Mundial | Campeonato Mundial | Campeonato Mundial      |
| Año                | Lugar              | Medalla            | Prueba                  |
| ------------------ | ------------------ | ------------------ | ----------------------- |
| 1983               | Duisburgo (RFA)    | Medalla de oro     | Ocho con timonel ligero |
| 1984               | Montreal (Canadá)  | Medalla de bronce  | Ocho con timonel ligero |
| 1985               | Malinas (Bélgica)  | Medalla de bronce  | Ocho con timonel ligero |